# Hřebcov
Hřebcov är en kulle i Tjeckien.   Den ligger i regionen Pardubice, i den östra delen av landet, 160 km öster om huvudstaden Prag. Toppen på Hřebcov är 649 meter över havet, eller 54 meter över den omgivande terrängen. Bredden vid basen är 4,3 km.
Terrängen runt Hřebcov är platt åt nordväst, men åt sydost är den kuperad.Runt Hřebcov är det ganska tätbefolkat, med 120 invånare per kvadratkilometer. Närmaste större samhälle är Moravská Třebová, 6,4 km öster om Hřebcov. Trakten runt Hřebcov består till största delen av jordbruksmark.